# 성남시 갑
성남시 갑은 대한민국의 옛 국회의원 선거구이다. 당시 경기도 성남시의 일부 지역을 관할했다.

## 역사
대한민국 제13대 국회의원 선거를 앞두고 성남시·광주군 선거구에서 분리되면서 신설되었다.
1989년에 성남시에 구제가 실시되면서 일반구인 수정구가 설치되었다. 이에 성남시 갑 선거구는 대한민국 제14대 국회의원 선거를 앞두고 성남시 수정구 선거구로 개편되었다.

## 역대 국회의원
| 선거   | 정당 | 정당         | 의원   |
| ------ | ---- | ------------ | ------ |
| 1988년 |      | 신민주공화당 | 이대엽 |

## 역대 선거 결과

### 대한민국 제13대 국회의원 선거
|  | 39.07% |

|  | 26.63% |

|  | 25.60% |

|  | 8.67% |